# Auguste Grégoire

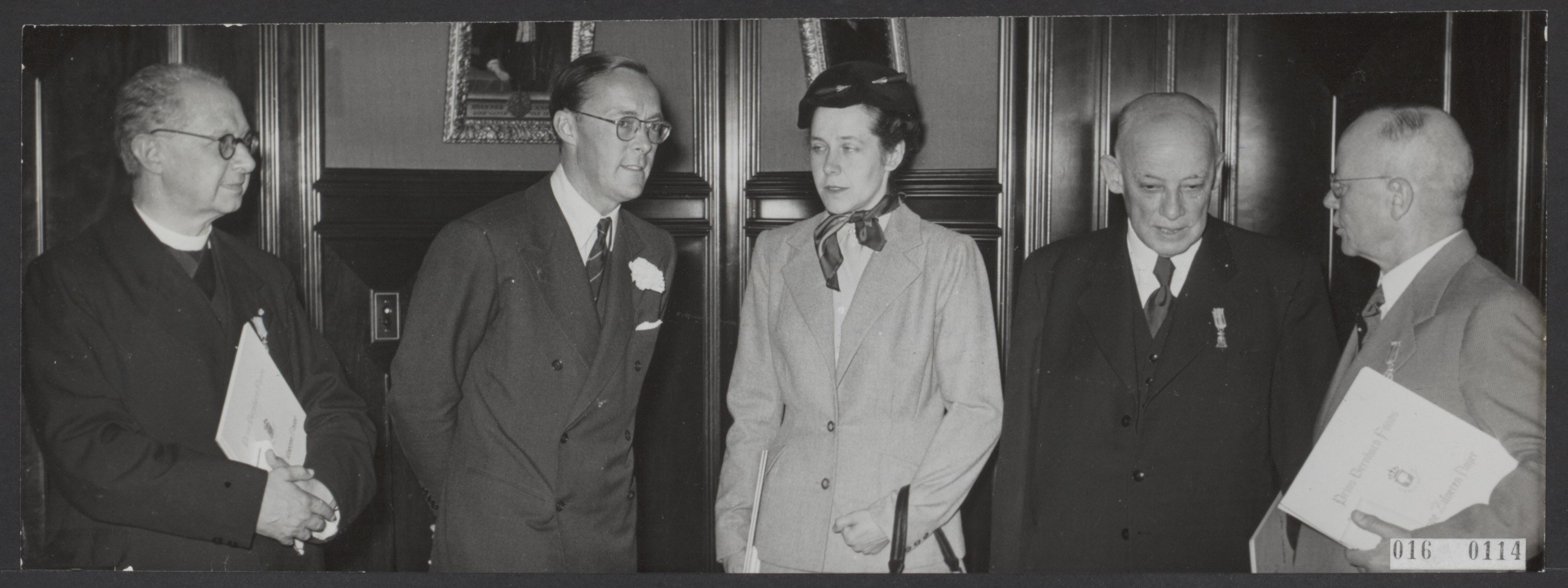
Uitreiking Zilveren Anjer; Grégoire uiterst rechts (1953)

Auguste Marie Joseph Grégoire (Den Haag 3 april 1888- Den Haag, 13 juni 1971) was een Nederlands amateurfotograaf, maar verdiende zijn sporen met het verzamelen van oude foto’s.
Hij was zoon van Marie Cornelia Hubertina Schols en koopman Augustinus Josephus Johannes Grégoire. Hijzelf was tussen 1912 en 1919 (echtscheiding) getrouwd met Gezina Maria Streng; een jaar later hertrouwde hij met Sara Catharina Regensburg.
Hij verdiende zijn brood in een hele andere richting. Eerst wilde hij de koopvaardij in; werd daarvoor afgewezen en probeerde het als kunstschilder. Een eerste teken voor zijn hobby was dat hij in dienst trad bij hoffotograaf Henri de Louw. Na twee jaar pakte Grégoire zijn biezen en werd meubelverkoper en –fabrikant.
Zijn in 1934 gestarte collectie bestond uit foto’s die de (geredde) geschiedenis van de fotografie in Nederland in beeld bracht. Inspiratie daartoe kwam van het zicht op een schoonmaakster (of zijn eigen echtgenote) die een foto uit daguerreotypie afstofte, niet alleen het stof verdween, maar ook de afbeelding. Hij liep er stad en land vooraf, keek bij antiquairs, tweede-handswinkels, vlooienmarkten, maar ging ook op bezoek bij beroepsfotografen. Met zijn archief richtte hij een eigen museumpje in (Rembrandtlaan 88). Hij was in die dagen (1923-1948) bestuurslid van de "Haagsche Amateur Fotografen Vereeniging".  
Zijn collectie als zodanig werd meerdere keren werd tentoongesteld, zoals in 1978 in het Museum De Lakenhal in Leiden. De Collectie Grégoire was namelijk in 1953 door Grégoire min of meer geschonken aan de afdeling Geschiedenis van de fotografie, onderdeel van het Prentenkabinet van de Universiteit van Leiden, in 1953 gestart onder bewind van Hans van der Waal. Het leidde tot het boekwerk Fotografie in Nederlandsd 1839-1920 van conservator Ingeborg Leijerzapf.  Voor die schenking ontving Grégoire de Zilveren Anjer, vanwege zijn speurzin, bekwaamheid en volharding.   In 1970 werd hij onderscheiden door de "Féderation Internationale de l’Art Photographique".
In de daarop volgende jaren was de collectie onder meer te zien in het Museum Catharine Gasthuis in Gouda, waarin gekeken kon worden hoe de beginfase en –technieken zich in Nederland (1850-1940) ontwikkelden. Hij had zijn in verzameling niet alleen de exemplaren uit het daguerreotypietijdperk, maar ook alubimedrukken, bromidedrukken, fotogravures, pannotypie en erwinodrukken. 
Als fotograaf had hij een afschuw van kleinbeeld; hij vond dat de grootste achteruitgang binnen de fotografie sinds jaren. 